# Margaret Oakley Dayhoff
Margaret Belle (Oakley) Dayhoff (Filadélfia, 11 de março de 1925 – Silver Spring, 5 de fevereiro de 1983) foi uma físico-química americana e pioneira no campo da bioinformática. Dayhoff foi professora no Centro Médico da Universidade de Georgetown e pesquisadora em bioquímica na National Biomedical Research Foundation, onde foi pioneira na aplicação de métodos matemáticos e computacionais ao campo da bioquímica. Ela dedicou sua carreira à aplicação das tecnologias computacionais para promover avanços no campo da biologia e da medicina, em especial à criação de bases de dados de ácidos nucleicos e proteínas, além de ferramentas para utilizá-las. Ela obteve seu doutorado na Universidade de Columbia, no Departamento de Química, onde elaborou métodos computacionais para calcular a energia de ressonância molecular de diversos compostos orgânicos. Após passar por pós-doutorados no Instituto Rockefeller (Universidade Rockefeller) e na Universidade de Maryland, e juntou-se ao recém-formado National Biomedical Research Foundation em 1959. Foi a primeira mulher a presidir a "Biophysical Society", sendo a primeira pessoa a passar tanto pelos cargos de secretária e presidente. O trabalho dela originou uma das primeiras matrizes de substituição, "Point accepted mutations" (PAM). O código de 1 letra utilizado para aminoácidos foi criado por ela, reduzindo o tamanho dos arquivos utilizados para escrever sequências de aminoácidos na era da computação por cartões perfurados.

## Início da vida
Dayhoff nasceu em Filadélfia, mas mudou-se para a Cidade de Nova York ainda criança. Era excelente aluna da turma (classe de 1942) na Escola de Bayside Bayside, Nova Iorque, recebendo uma bolsa de estudos para a Washington Square College, da Universidade de Nova Iorque, graduando-se magna cum laude em matemática, em 1945.

## Pesquisa científica
Dayhoff concluiu doutorado em química quântica, sob orientação de George Kimball, na Universidade de Columbia, Departamento de Química. Em sua tese de pós-graduação, Dayhoff foi pioneira na utilização de recursos computacionais — por exemplo, processamento de dados de massa — para química teórica. Especificamente, ela aplicou cálculos com cartões perfurados para determinar energias de ressonância de várias moléculas orgânicas policíclicas.
Depois de concluir o seu doutorado, Dayhoff estudou eletroquímica no Instituto Rockefeller, de 1948 a 1951. Em 1952, mudou-se para Maryland com sua família e, mais tarde, recebeu uma bolsa de pesquisa da Universidade de Maryland (1957-1959), trabalhando em um modelo de ligação química, com Ellis Lippincott. Ela lecionou fisiologia e biofísica por 13 anos, tornando-se concomitantemente afiliada à Nacional Biomedical Research Foundation, membra da Associação Americana para o Avanço da Ciência, conselheira da Sociedade Internacional para o Estudo da Origem da Vida (1980) e atuando nos conselhos editoriais de Journal of Molecular Evolution e Computadores em Biologia e Medicina.
Com Richard Eck, ela publicou a primeira reconstrução computacional de filogenia (árvore evolutiva) a partir de sequências moleculares, utilizando um método de máxima parcimônia. Ela também formulou o primeiro modelo probabilístico de evolução proteica, o modelo PAM, em 1966.
Ela também começou a reunir sequências de proteínas no Atlas de Estruturas e Sequências de Proteínas (Atlas of Protein Sequence and Structure), um livro reunindo todas as sequências de proteínas conhecidas até a época, publicado em 1965. Esse livro levou à criação da base de dados Protein Information Resource, desenvolvida em seu grupo de pesquisa. Essa iniciativa, somada ao esforço do grupo de Walter Goad que originou o GenBank, base de dados de sequências de ácidos nucleicos, deram origem às bases de dados modernas de sequência moleculares. O Atlas foi organizado por famílias de genes, sendo considerado pioneiro no reconhecimento dessa divisão. Margaret Oakley Dayhoff faleceu de ataque cardíaco aos 57 anos de idade.
David Lipman, diretor do National Center for Biotechnology Information, definiu Dayhoff como a "mãe e o pai da bioinformática".